# Tôn Đại Phát
Tôn Đại Phát (tiếng Trung: 孙大发; sinh tháng 11 năm 1945) là Thượng tướng đã nghỉ hưu của Quân Giải phóng Nhân dân Trung Quốc (PLA), nguyên Chính ủy Tổng bộ Hậu cần Quân Giải phóng Nhân dân Trung Quốc từ năm 2005 đến năm 2010.

## Thân thế và binh nghiệp
Tôn Đại Phát sinh tháng 11 năm 1945 tại Kim Trại, tỉnh An Huy, ông nhập ngũ năm 1964 và gia nhập Đảng Cộng sản Trung Quốc năm 1968. Sau năm 1977, ông làm thư ký cho Lý Đức Sinh, Tư lệnh Quân khu Thẩm Dương.
Tháng 5 năm 1984, đảm nhiệm chức vụ Chính ủy Sư đoàn 115, Tập đoàn quân 39 Lục quân, Quân khu Thẩm Dương.
Tháng 6 năm 1990, bổ nhiệm giữ chức Chủ nhiệm bộ Chính trị Tập đoàn quân 16 Lục quân. Cùng năm, phong quân hàm Thiếu tướng. Tháng 2 năm 1993, bổ nhiệm giữ chức Chính ủy Tập đoàn quân 16 Lục quân.
Tháng 1 năm 1999, bổ nhiệm giữ chức Chủ nhiệm bộ Chính trị Quân khu Thẩm Dương. Năm 2000, thăng quân hàm Trung tướng.
Tháng 8 năm 2003, ông được điều sang nhậm chức Chủ nhiệm bộ Chính trị Quân khu Nam Kinh. Tháng 1 năm 2005, thăng chức Phó Chính ủy Quân khu kiêm Bí thư Ủy ban Kiểm tra Kỷ luật Quân khu Nam Kinh.
Tháng 7 năm 2005, bổ nhiệm giữ chức Chính ủy Tổng bộ Hậu cần Quân Giải phóng Nhân dân Trung Quốc (PLA). Tháng 7 năm 2007, Trần Quốc Lệnh thụ phong quân hàm Thượng tướng.
Tháng 10 năm 2007, được bầu làm Ủy viên Ban Chấp hành Trung ương Đảng Cộng sản Trung Quốc khóa XVII. Tháng 12 năm 2010, thôi giữ chức Chính ủy Tổng bộ Hậu cần, thay thế ông là Thượng tướng Lưu Nguyên.
Từ tháng 2 năm 2011, Tôn Đại Phát đảm nhiệm chức vụ Phó Chủ nhiệm Ủy ban Dân tộc Nhân đại toàn quốc khóa XI, nhiệm kỳ 2008—2013; Phó Chủ nhiệm Ủy ban Dân tộc Nhân đại toàn quốc Trung Quốc khóa XII, nhiệm kỳ 2013—2018.
Tôn Đại Phát tốt nghiệp Đại học Quốc phòng Trung Quốc và là tác giả của một số cuốn sách quân sự, ví dụ như Mưu lược Chiến tranh Kỹ thuật cao 《高技术战争谋略》.